# Clarence Callender
Clarence H. Callender (ur. 16 listopada 1961 w East Ham) – brytyjski lekkoatleta sprinter, dwukrotny medalista igrzysk Wspólnoty Narodów, olimpijczyk.

## Kariera sportowa
Na igrzyskach Wspólnoty Narodów reprezentował Anglię, a na pozostałych dużych imprezach międzynarodowych Wielką Brytanię.
Zdobył srebrny medal w sztafecie 4 × 100 metrów (która biegła w składzie: Lincoln Asquith, Daley Thompson, Mike McFarlane i Callender) oraz zajął 6. miejsce w biegu na 100 metrów na igrzyskach Wspólnoty Narodów w 1986 w Edynburgu. Wystąpił w biegu sztafetowym 4 × 100 metrów na mistrzostwach świata w 1987 w Rzymie, lecz sztafeta brytyjska została zdyskwalifikowana w eliminacjach.
Wystąpił w biegu eliminacyjnym sztafety 4 × 100 metrów na igrzyskach olimpijskich w 1988 w Seulu. W półfinale i finale zastąpił go Linford Christie, a sztafeta brytyjska zdobyła srebrny medal. Callender zajął 2. miejsce w sztafecie 4 × 100 metrów w zawodach pucharu świata w 1989 w Barcelonie oraz zdobył złoty medal w tej konkurencji na igrzyskach Wspólnoty Narodów w 1990 w Auckland (sztafeta Anglii biegła w składzie: Callender, John Regis, Marcus Adam i Christie).
Callender był wicemistrzem Wielkiej Brytanii (UK Championships) w biegu na 200 metrów w 1987.

## Rekordy życiowe
Rekordy życiowe Callendera:
- bieg na 100 metrów – 10,30 s (26 lipca 1991, Birmingham)
- bieg na 200 metrów – 20,76 s (24 czerwca 1991, Celle Ligure)